# Pédicule (araignée)
Pour les articles homonymes, voir Pédicule.

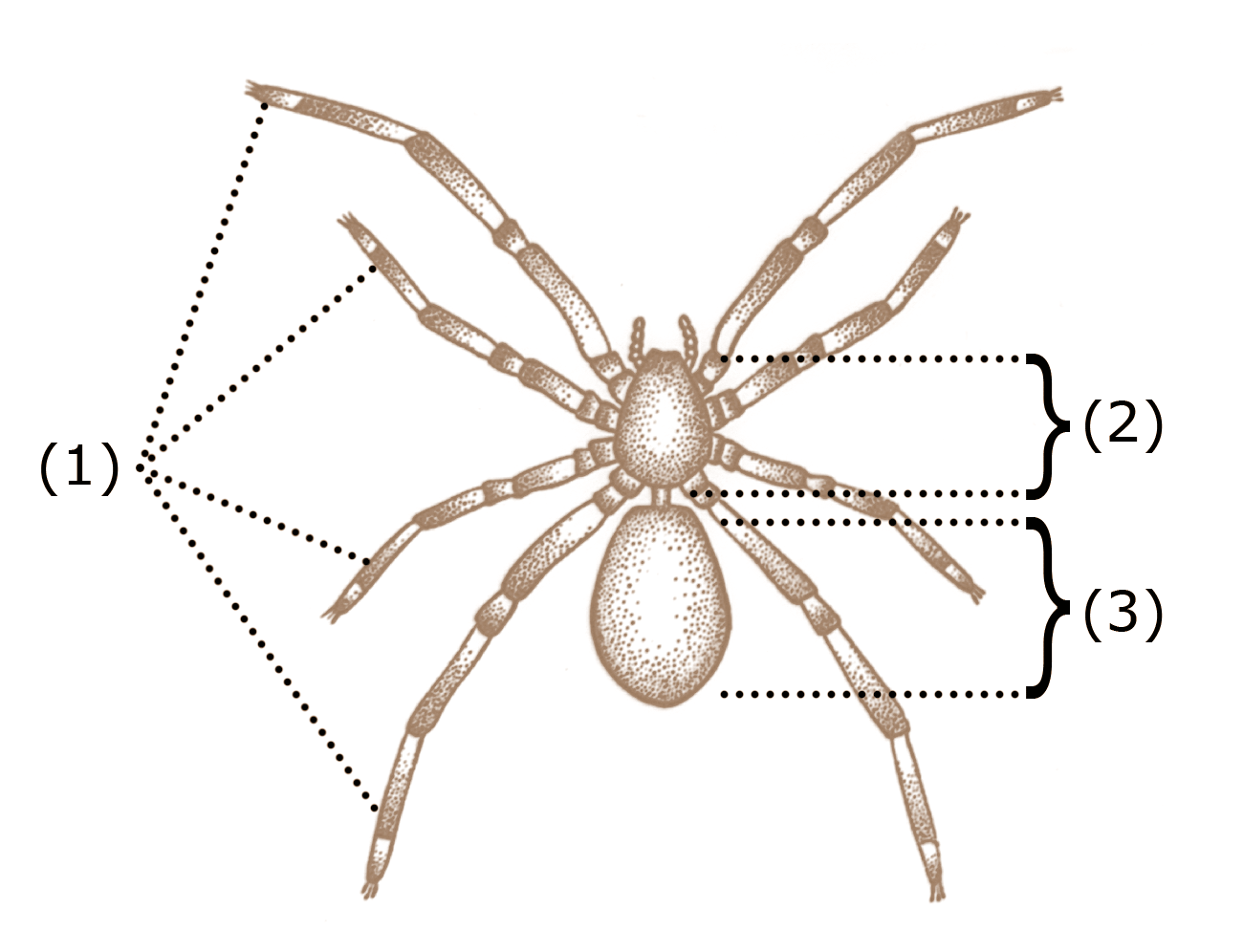
Anatomie de l'araignée :
(1) Quatre paire de pattes ambulatoires
(2) Céphalothorax
(3) Opisthosome
Le pédicule est la zone rétrécie entre la région (2) et (3)

Le pédicule ou pédicelle (du latin pediculus, « petit pied ») des araignées est une tige étroite membraneuse et flexible qui connecte leur céphalothorax (ou prosome) à leur opisthosome.

## Anatomie
Le pédicule (Fig.1), peu exploré dans les ouvrages de vulgarisation ,correspond au somite VII (les somites I à VI sont les segments du céphalothorax), appelé aussi somite prégénital ou premier somite de l'opisthosome qui comprend généralement 12 segments (segments abdominaux antérieurs du mésosome VIII à XII les plus larges, segments abdominaux postérieurs du métasome XIII à XVIII progressivement plus petits pour se terminer par le tubercule anal correspondant au segment XVII). La segmentation de l’opisthosome est très souvent non apparente en raison de la tagmatisation. L'anneau abdominal rétréci en pédicule plus ou moins long est un témoin de cette métamérisation.
La surface dorsale du pédicule de certaines araignées est marquée d'un mince sclérite longitudinal, le lorum, parfois divisé par une suture transversale. D'autres espèces d'araignées ont aussi un sclérite ventral plus ou moins développé, la plagula.

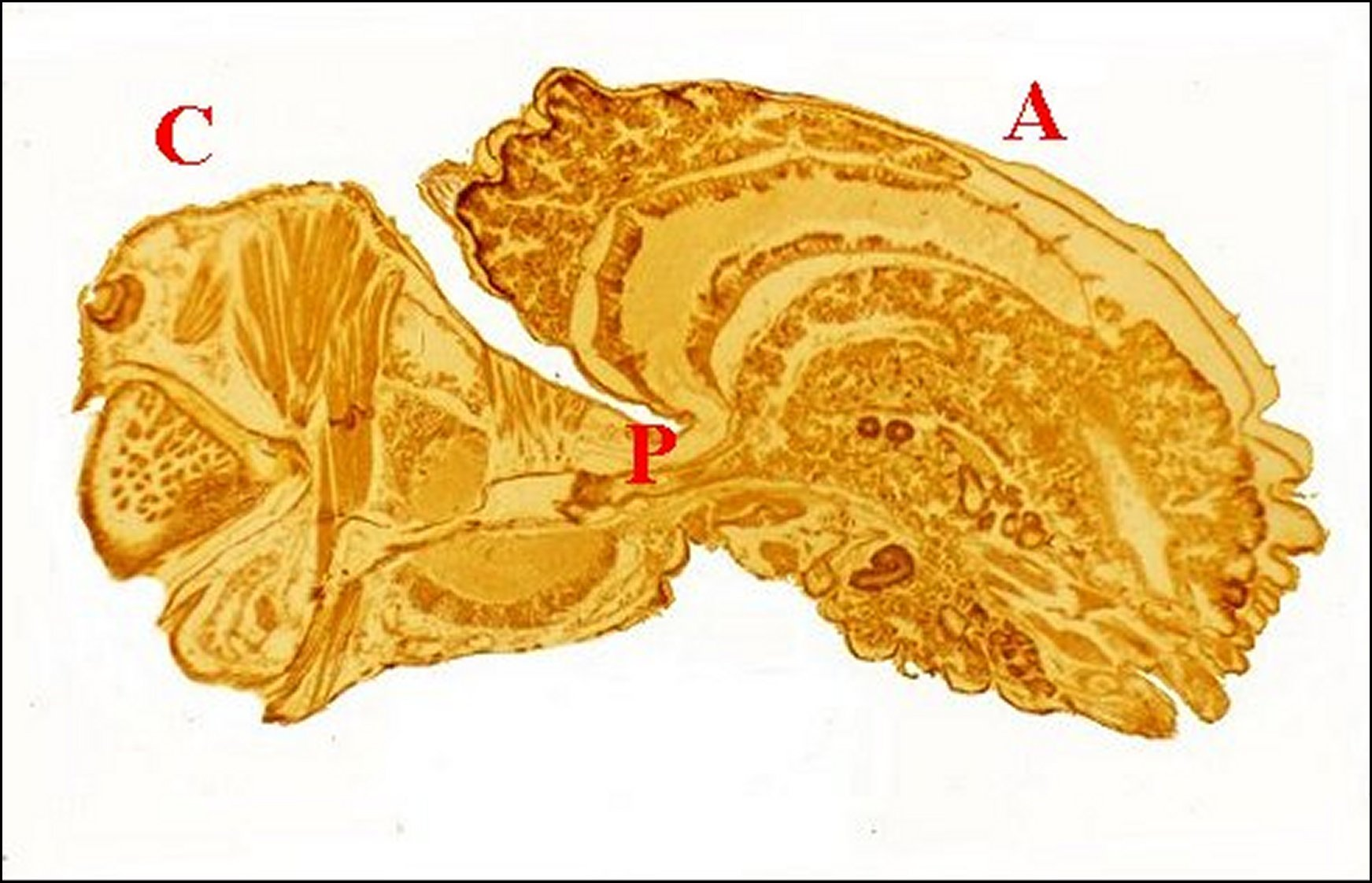
Fig.1 - Corps d'une Araignée en coupe sagittale complète. A, abdomen ; C, céphalothorax ou prosoma ; P, pédicule ou pédicelle

Portant des appendices fugaces lors du développement embryonnaire, le pédicule renferme divers organes qui l’ont fait considérer comme un simple lieu de passage, du prosoma dans l’abdomen (tube digestif, nerfs) et inversement (aorte, trachées)(Fig.2).

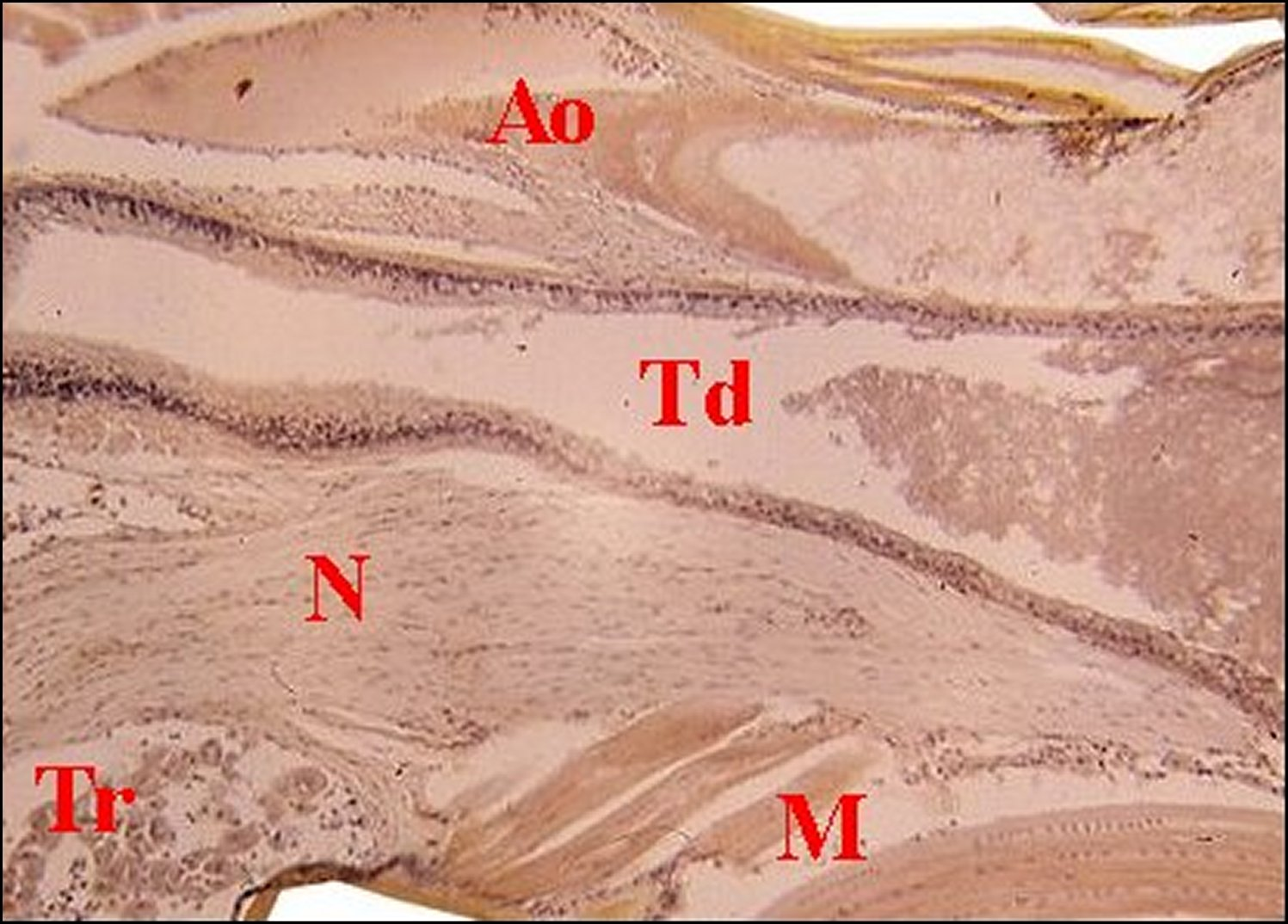
Fig.2.- Vue partielle du pédicule en coupe sagittale : Ao, aorte ; M, muscle strié ; N, nerf ; Td, tube digestif ; Tr, tissu réticulé

En fait, son étude par A. Lopez en histologie (C.H.) et au microscope électronique à balayage (M.E.B.) a permis de souligner qu’il inclut aussi des glandes tégumentaires isolées et surtout, des organes sensoriels sus-pédiculaires particuliers, en forme de bourrelets allongés dont la composante nerveuse s'est trouvée confirmée par le microscope électronique à transmission (M.E.T.)  .

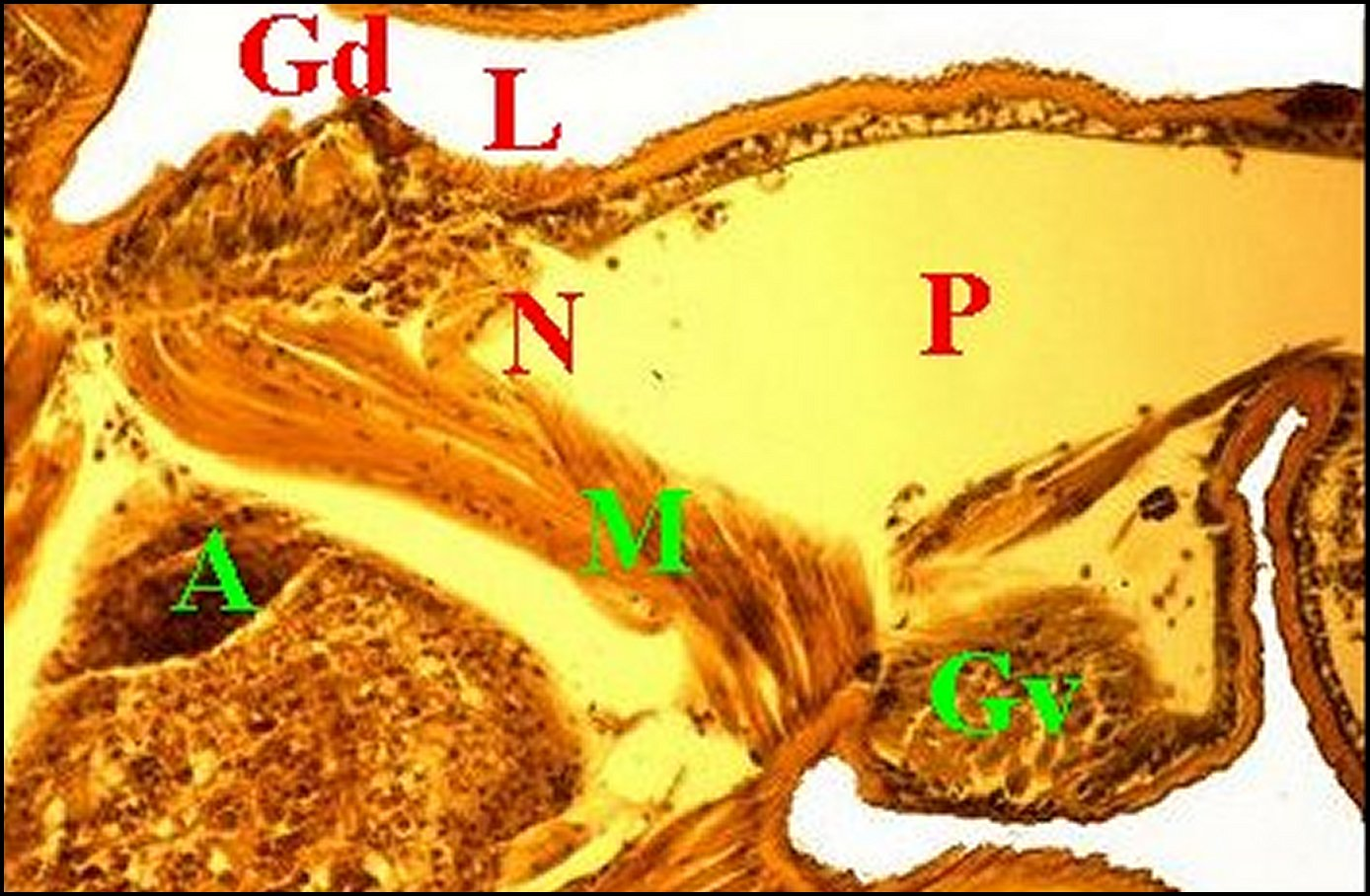
Fig.3 - Meta bourneti : pédicule en coupe parasagittale avec ses glandes et l'organe en bourrelet dans la partie postérieure. A, abdomen ; Gd, glande postéro-dorsale ; Gv, glande latéro-ventrale ; L, organe en bourrelet ; M, muscle ; N, nerf ; P, pédicule

De plus, le même auteur a démontré chez les Argyrodes (Theridiidae) que d’autres formations sensorielles ayant une structure de base très voisine s’associent aux organes en bourrelet du pédicelle et constituent un complexe supra-pédiculaire , avec "lyre" et "archet" décrit autrefois comme "appareil stridulatoire" (Fig....). Tous sont des sensilles mécanoréceptrices pouvant être impliquées dans l’équilibration.
Les recherches correspondantes ont porté sur plusieurs espèces d’Argyrodes, un matériel remarquable pour l'histologie et la microscopie électronique du fait de sa taille très réduite, sur Uroctea durandi (Oecobiidae) et sur deux Metinae souterrains  Meta bourneti Simon et Meta menardi (Latr.). Il est à noter que les organes en bourrelet se retrouvent chez des Araignées appartenant aux familles les plus diverses (Clubionidae, Pisauridae, Agelenidae, Argyronetidae (Fig.4), Araneidae, Theridiosomatidae, Linyphiidae, Archaeidae…) comme en témoignent les coupes histologiques en série (Fig.3). Ils pourraient donc caractériser l'Ordre tout entier.

### Organes sus-pédiculaires en bourrelet
Au nombre constant d’une paire, ces organes sont disposés symétriquement sur la partie postéro-dorsale du pédicule, presque au contact de l’abdomen qui les surplombe en « auvent » par sa convexité antéro-dorsale et tend à les masquer lors d’un examen direct. Il s’ensuit qu'ils ont été généralement observés dans des coupes histologiques ou semi-fines sériées et reconnus enfin a posteriori, sur des photographies de M.E.B. où le pédicule est bien dégagé(Lopez, 1988a). Foelix (1982), pourtant axé sur le système nerveux des Araignées, en figure un autre sans le signaler.
Chaque organe occupe, en position parasagittale, un ressaut latéro-externe de la face pédiculaire supérieure et y est séparé du lorum, lorsque ce dernier existe, par une dépression peu profonde (Fig.).

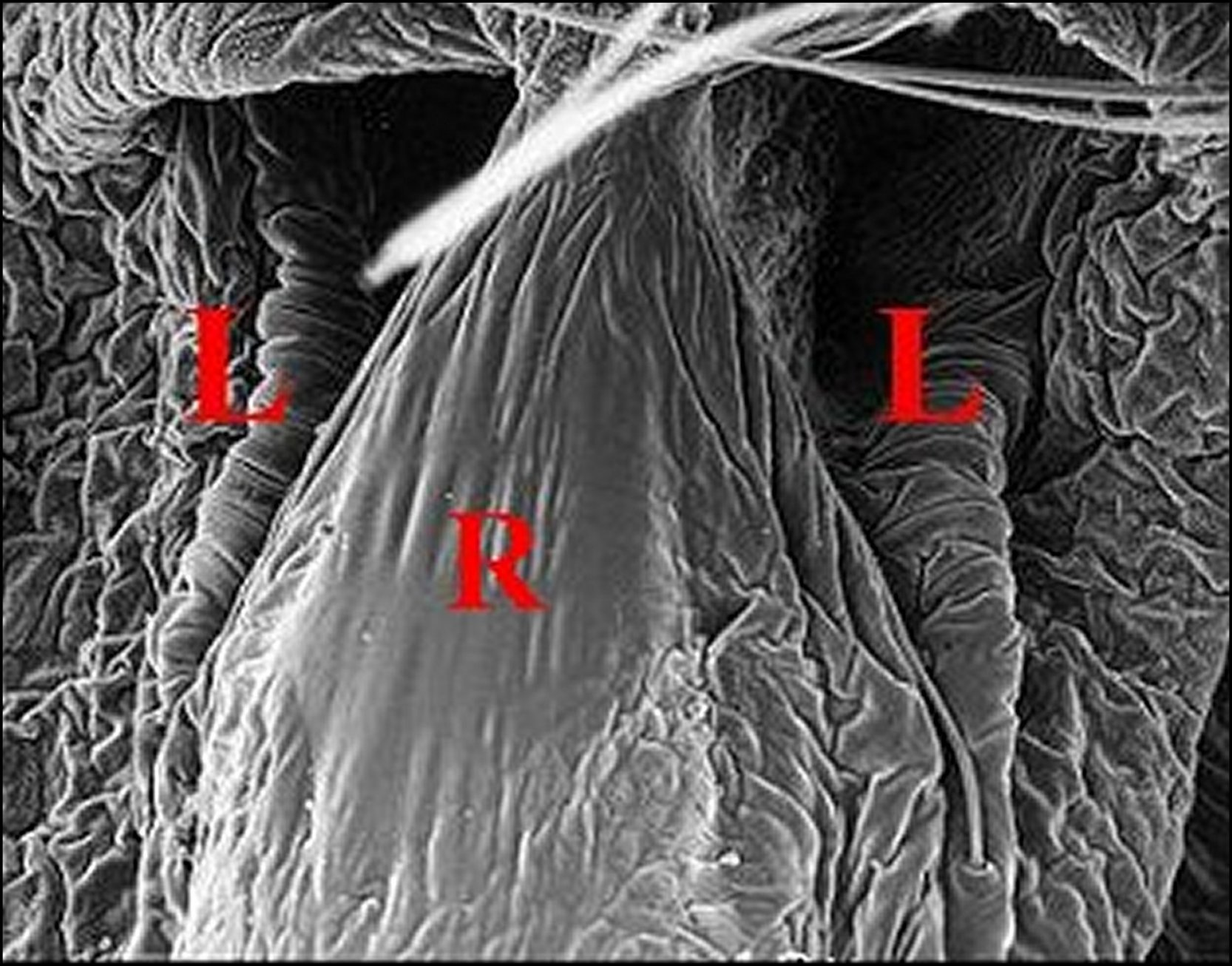
Fig.4 - Argyroneta aquatica : pédicule en vue ventrale. L, organe lyriforme en bourrelet ; R, lorum

#### Microscopie à balayage
Il se présente au M.E.B. comme une saillie allongée en forme caractéristique de bourrelet non circulaire, allongé, hémicylindrique, parallèle au grand axe du pédicule et mesurant en moyenne 100 µm de long sur 35 de large (Fig.4,5). Sa surface est plus ou moins ensellée dans le sens de la longueur, convexe et sillonnée transversalement par des fentes sub-parallèles lui conférant un aspect en "accordéon" (Fig.4,5). Séparées par des crêtes mousses, ces fissures sont environ une quinzaine, nombre assez constant, mais de largeur variable. Elles ont un fond déprimé, un peu concave, lisse mais montrant un "ombilic" central. Ce dernier (½ µm environ) sertit une projection conique encore plus petite qui y fait saillie.

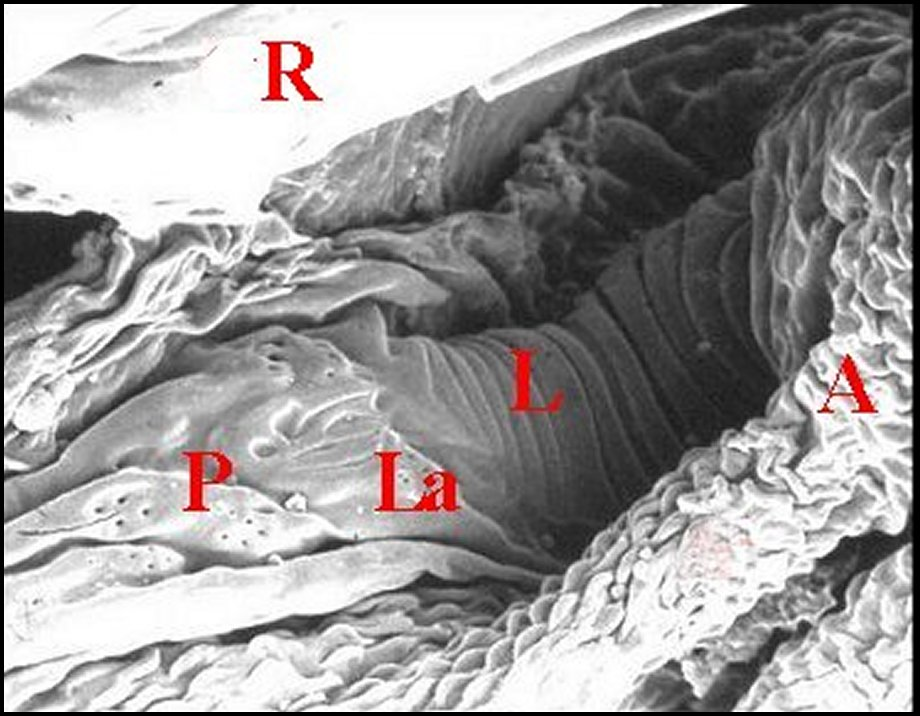
Fig. 5 - Meta bourneti : pédicule de en vue latérale gauche. A, abdomen ; L, organe lyriforme en bourrelet ; La, partie antérieure de cet organe ; P, champ de pores ; R, lorum

(Fig....). L’organe en bourrelet peut perdre son aspect régulier aux deux extrémités où il semble se « dissocier ».

#### Histologie
Chaque organe montre une composante cuticulaire, des neurones et des cellules « satellites » remplaçant localement à son niveau une partie de l’épiderme. Ils contractent des rapports de simple voisinage avec du tissu réticulé, les hémocytes d’un vaste sinus sanguin, l’aorte antérieure, les nerfs de la cauda equina, l’intestin moyen et des muscles striés.

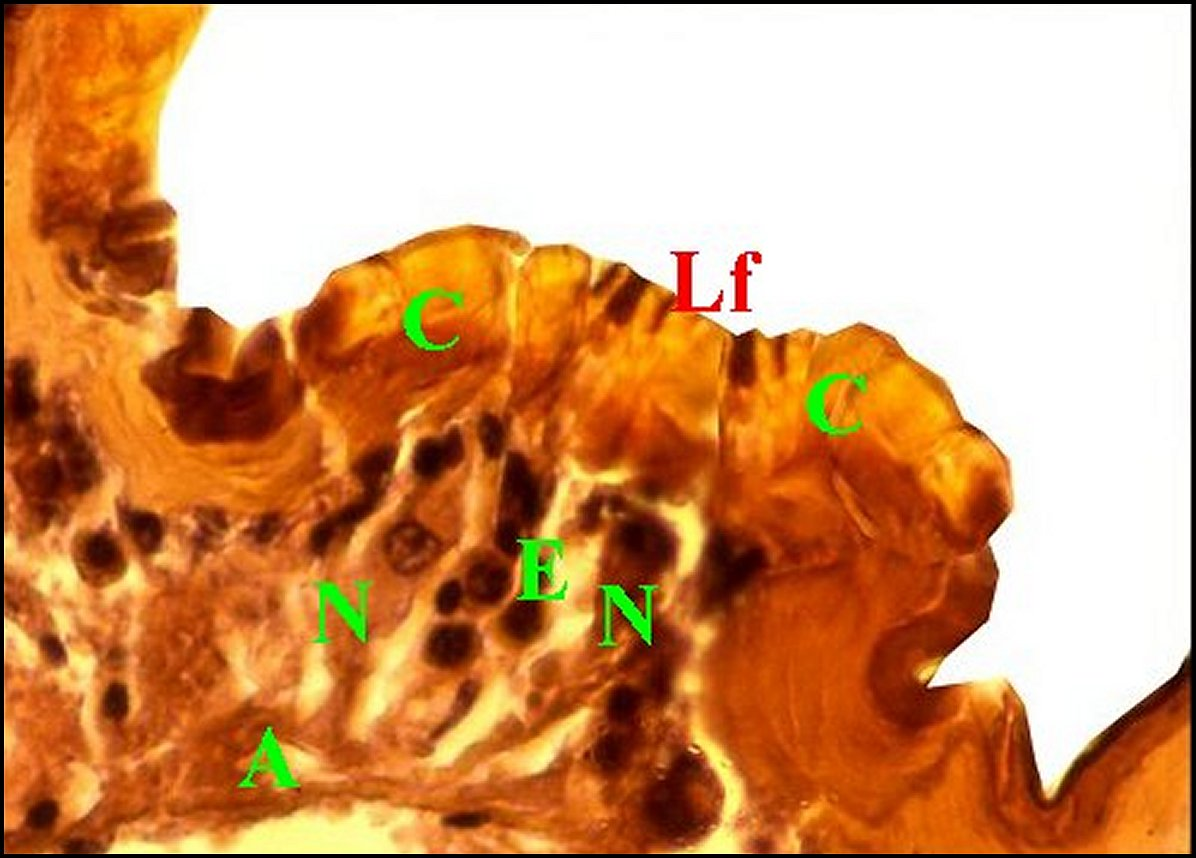
Fig. 6 - Meta bourneti : Organe en bourrelet du pédicule. A, nerfs ; C, cuticule ; E, cellules-enveloppes ; Lf, lyrifissures; N, neurones

##### Composante cuticulaire
Très fragile et tendant à se fracturer sous le rasoir du microtome, elle est épaisse d’environ 25 µm et présente une série régulière de cavités plus visibles dans les coupes obliques ou longitudinales que dans les sections transversales (Fig.6,7). Ces cavités sont parallèles, régulières, séparées par des cloisons droites ou incurvées, et donnent à l’organe un aspect de « crible ». Closes en surface par de très fines membranes représentant le fond concave des fentes, elles paraissent vides ou contiennent des prolongements de cellules.

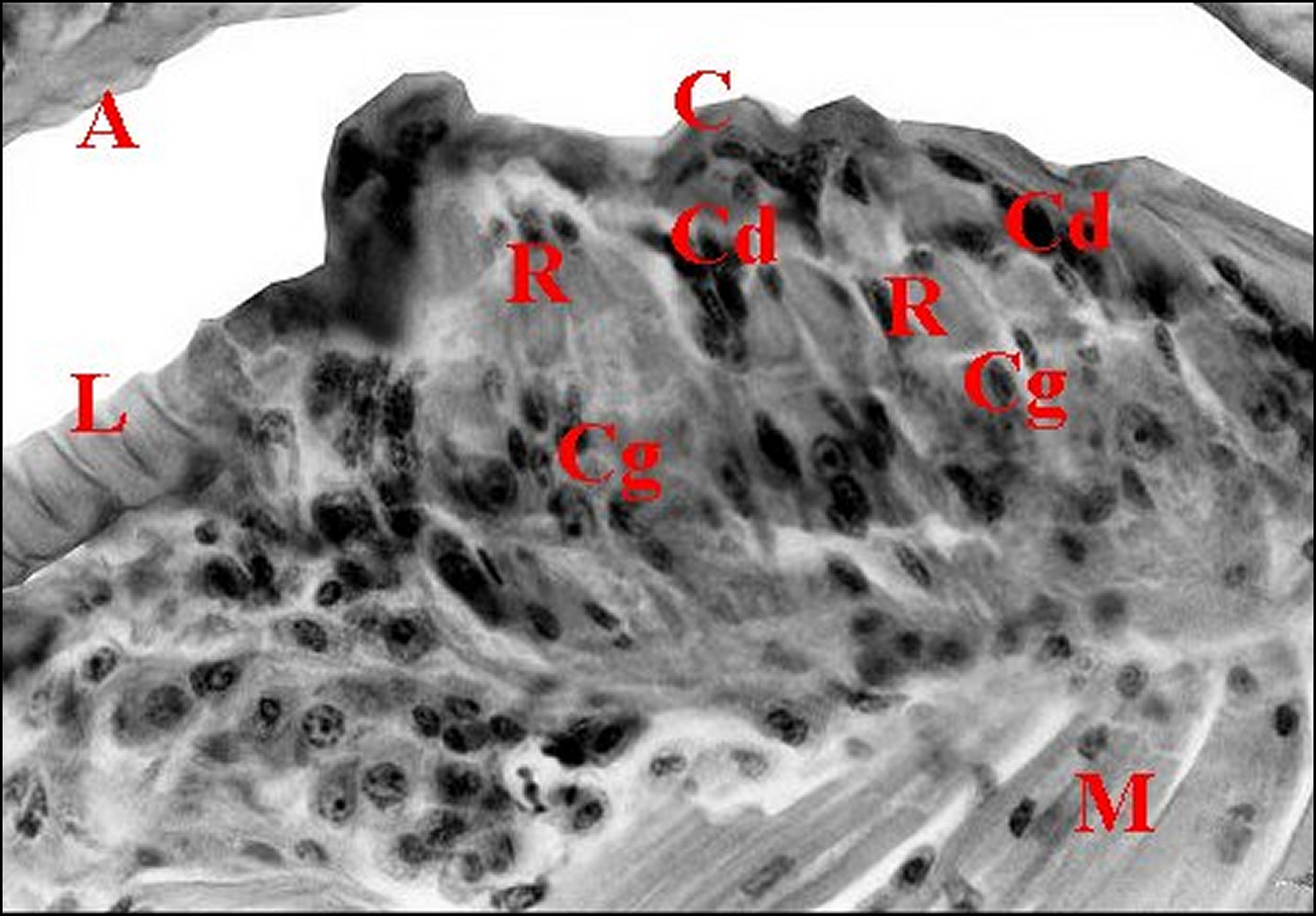
Fig. 7- Meta bourneti, pédicule : glande antéro-dorsale et organe en bourrelet .A, abdomen ; C, cuticule ; Cd, cellules satellites (canalaires) ; Cg, cellules glandulaires (adénocytes) ; L, organe en bourrelet ; M, muscle strié ; R, "réservoir"

##### Cellules
Les neurones sont toujours au nombre de deux pour chaque lyrifissure. Ils ont un corps volumineux, allongé (30 µm) et pyriforme, avec un noyau rond (6 µm), clair, nettement nucléolé et un cytoplasme basophile (fig.6). Il s’en détache deux prolongements : l’un apical dendritique qui gagne la fissure sus-jacente ; l’autre basal axonique qui rejoint ceux des autres neurones et participe ainsi à la constitution d’un faisceau (Fig.6) ralliant le nerf du pédicule.
Les autres cellules (« satellites ») de l’organe lyriforme sont étroites, allongées, pourvues d’un cytoplasme mal délimité et d’un petit noyau (4 µm), moins régulier, ovalaire, très chromatique, sans nucléole apparent. Elles entourent les neurones, leurs dendrites et sont donc vraisemblablement des cellules-enveloppes (Fig.6).

#### Ultrastructure

##### Composante cuticulaire
Chacune de ses cavités est un compartiment dit externe creusé dans l’exocuticule, d’aspect « délité » et la mésocuticule. Il est étroit, allongé comme la lyrifissure elle-même, comme cloisonné et fermé en surface par une membrane externe. Constituée par de l’épicuticule et extrêmement mince, cette membrane correspondant bien à celle des coupes histologiques, donc au fond de la lyrifissure, et s’invagine en un petit cylindre de couplage au niveau de l’ombilic (Schéma). Par ailleurs, le même compartiment externe est obturé dans sa partie profonde par une deuxième membrane, la membrane interne.endocuticulaire (Schéma,Fig.10).

##### Composante cellulaire
Les deux neurones correspondants sont des cellules volumineuses à noyau arrondi, pourvu d’un grand nucléole excentrique et d’une chromatine abondante, dispersée et en mottes. Leur périkaryon contient de nombreux organites : vésicules de réticulum, appareil de Golgi (dictyosomes) et mitochondries (Fig.8).

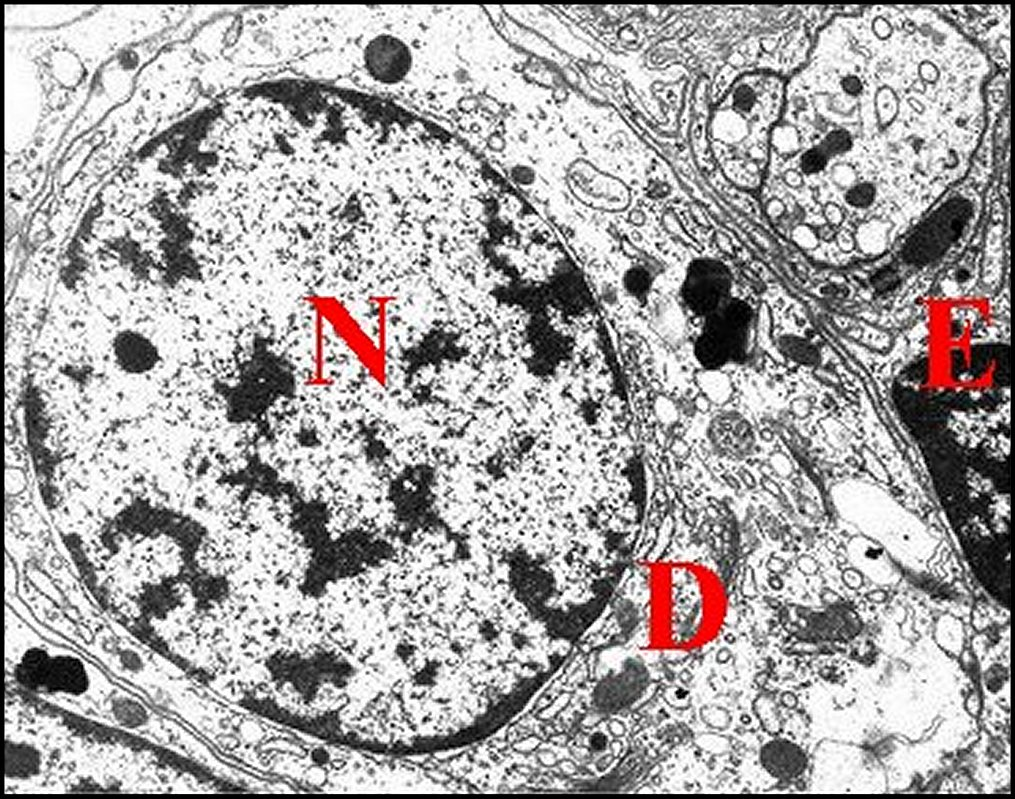
Fig. 8 - Argyrodes argyrodes : l'un des deux neurones d'une lyrifissure d'organe sus-pédiculaire en bourrelet. D, dictyosomes ; E, cellules -enveloppes ; N, noyau

Leurs dendrites comportent tous deux : un segment proximal ou interne, riche en vésicules et en mitochondries ; une région ciliaire rétrécie montrant 9 paires ou doublets de microtubules longitudinaux se disposant en cylindre, lisses, sans bras de dynéine ; un segment distal qu’une gaine scolopale dense commune aux deux prolongements entoure au-delà de la région ciliaire (Fig.9).
Fait particulier, ces deux dendrites sont de longueurs inégales. Le plus court se termine sur la membrane interne. Le plus long renferme un corps tubulaire constitué par un faisceau longitudinal de microtubules parallèles montrant une vague striation transversale. Ce corps est entouré par la membrane dendritique, des granules denses et enfin, la gaine scolopale
(Fig.10).

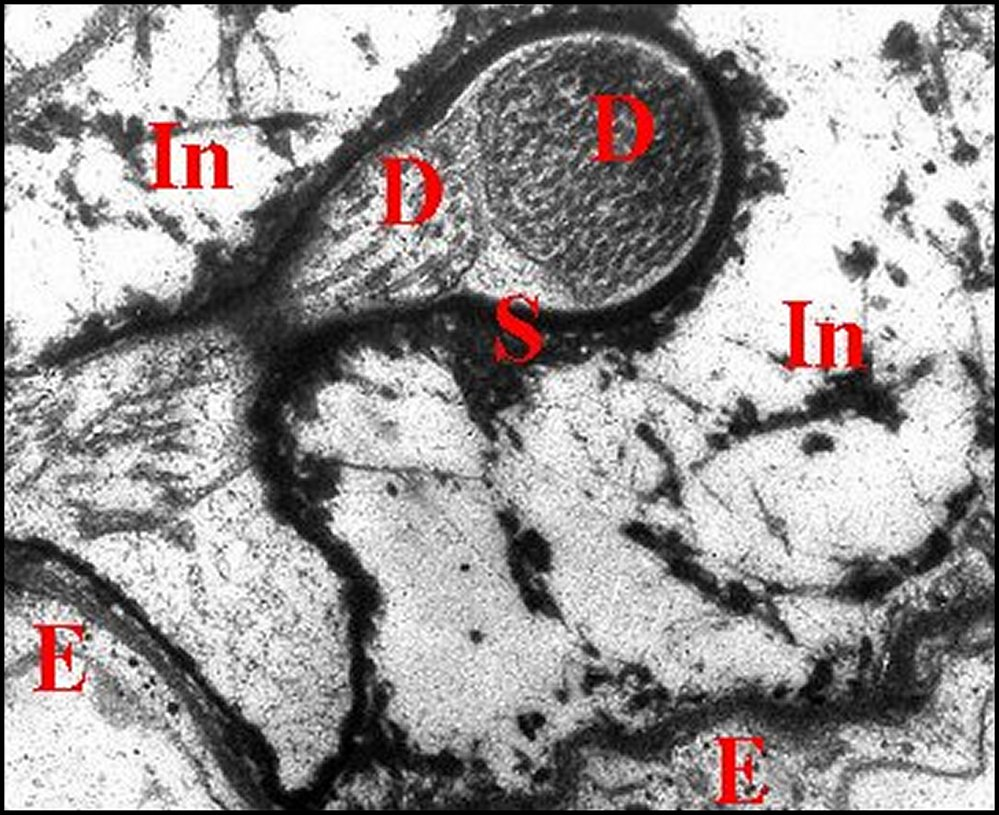
Fig. 9 - Argyrodes argyrodes : dendrites entourés par la gaine scolopale. D, dendrites ; E, cellule-enveloppe ; In, compartiment interne ; S, scolopale.

Les cellules-enveloppes, encore par deux, l’une interne et l’autre externe, sont très aplaties, incurvées et garnies de quelques microvillosités. Elles entourent les corps cellulaires des neurones, puis leurs dendrites, la gaine scolopale et en sont ensuite séparées par un espace extracellulaire large, évasé en cloche, s’ouvrant sous l’endocuticule (Fig.10).

##### Unités ultrastructurales
Il s’ensuit que l' organe sus-pédiculaire en bourrelet est un ensemble cohérent d’unités ultrastructurales identiques juxtaposées (Schéma).

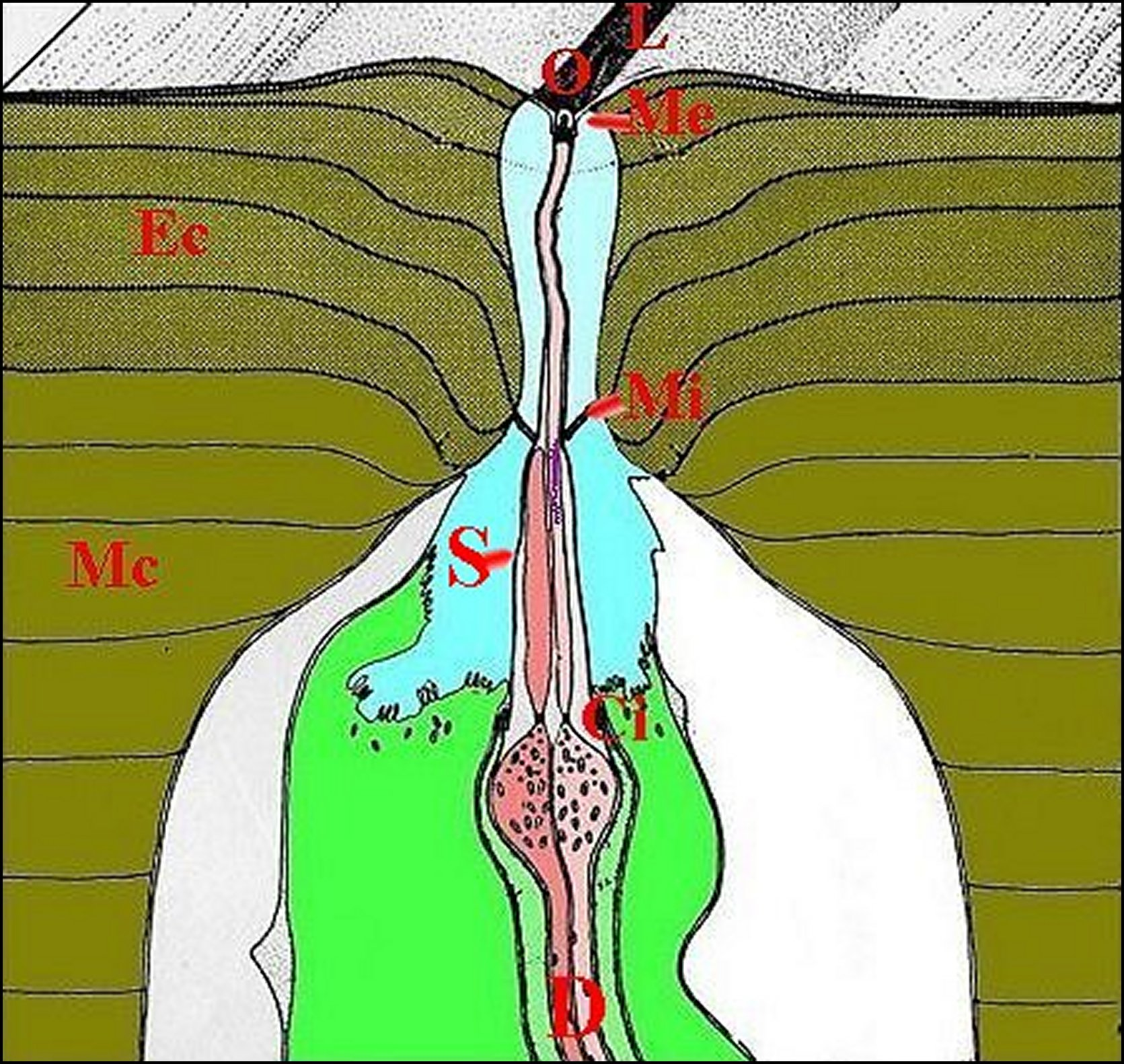
Schéma - Unité ultrastructurale d'organe lyriforme (d'après Barth modifié).Ci, régions ciliaires ; D, dendrites ; L, lyrifissure ; Me, membrane externe épicuticulaire ; Mi, membrane interne endocuticul.aire ; O, ombilic; S, scolopale. En marron, cuticule ; en bleu clair, compartiment externe ou superficiel ; en bleu foncé, compartiment interne ; en vert, cellules-enveloppes ; en rose clair, dendrite long ; en rose foncé, dendrite court. (Montage d'après le M.E.T).

Chacune d’elles se compose de deux neurones, de deux cellules-enveloppes et d’une chambre à deux compartiments : l’un interne ou profond correspondant à l’espace extracellulaire sous-cuticulaire ; l’autre externe ou superficiel en pleine cuticule, clos en surface par la membrane externe épicuticulaire. Ils sont séparés l’un de l’autre par la membrane interne endocuticulaire (Schéma)
Le compartiment profond loge les deux dendrites inégaux, leur scolopale et les deux cellules enveloppes. Le plus court des dendrites se termine sur la membrane interne tandis que le plus long traverse cette même membrane, puis le compartiment externe et aboutit enfin à la membrane externe. Il s’y insère en doigt de gant, au centre même de la fente, sur le cylindre de couplage épicuticulaire.

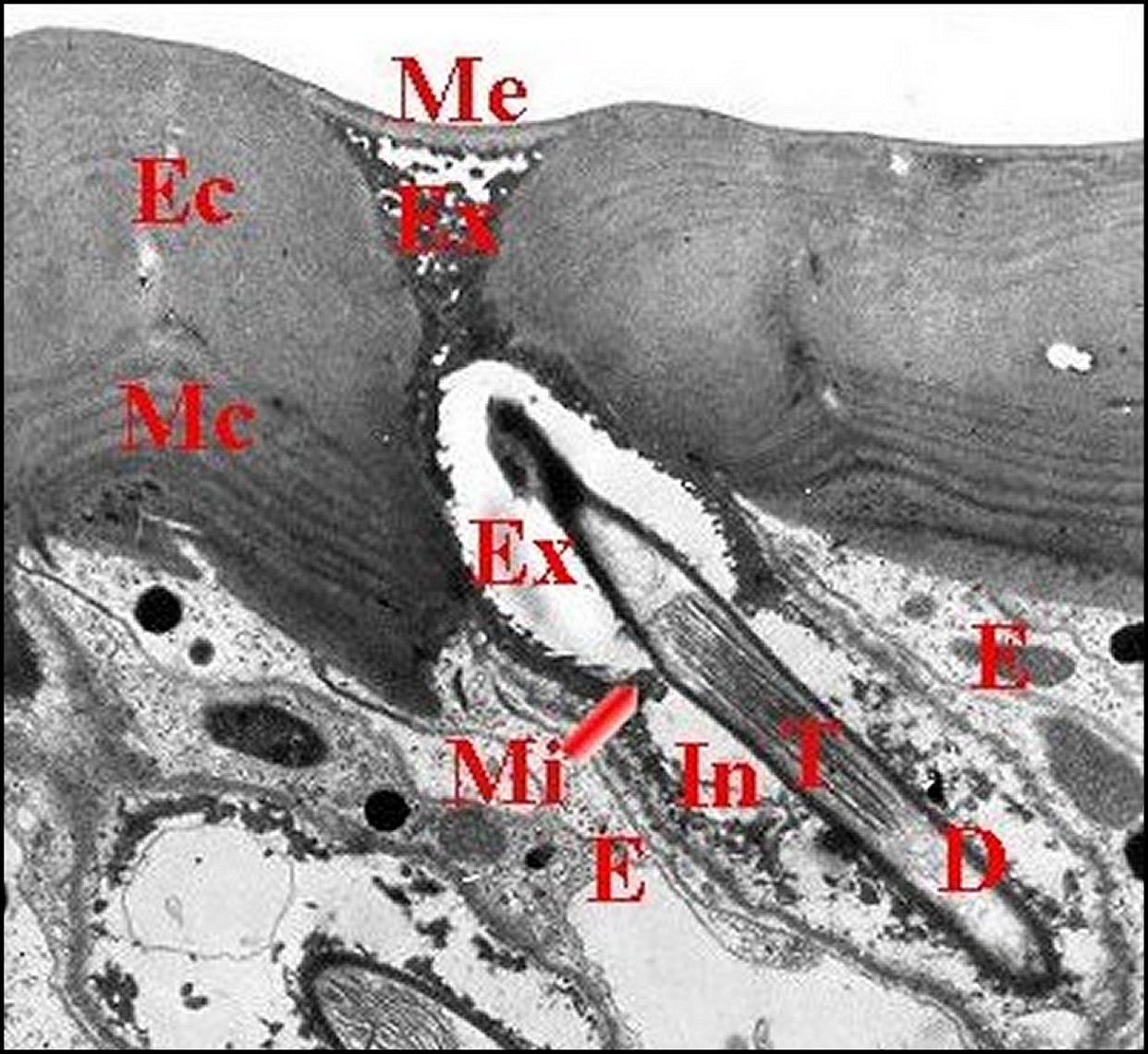
Fig.10 - Argyrodes argyrodes : Ultrastructure de la cuticule au niveau des dendrites dans une lyrifissure d'organe sus-pédiculaire en bourrelet : D, dendrite ; E, cellules-enveloppes ; Ec, exocuticule ; Ex, compartiment externe ; In, compartiment interne ; Mc, mésocuticule ; Me, membrane externe (épicuticule); Mi, membrane interne endocuticulaire ; T, corps tubulaire

### Glandes pédiculaires
Elles peuvent être isolées dans le tégument du pédicelle, y sont alors peu visibles (Argyrodes), ou se réunissent en organes anatomiquement définis (Noirot & Quennedey, 1974) et présentant ou non des rapports avec les organes en bourrelet. Chez 

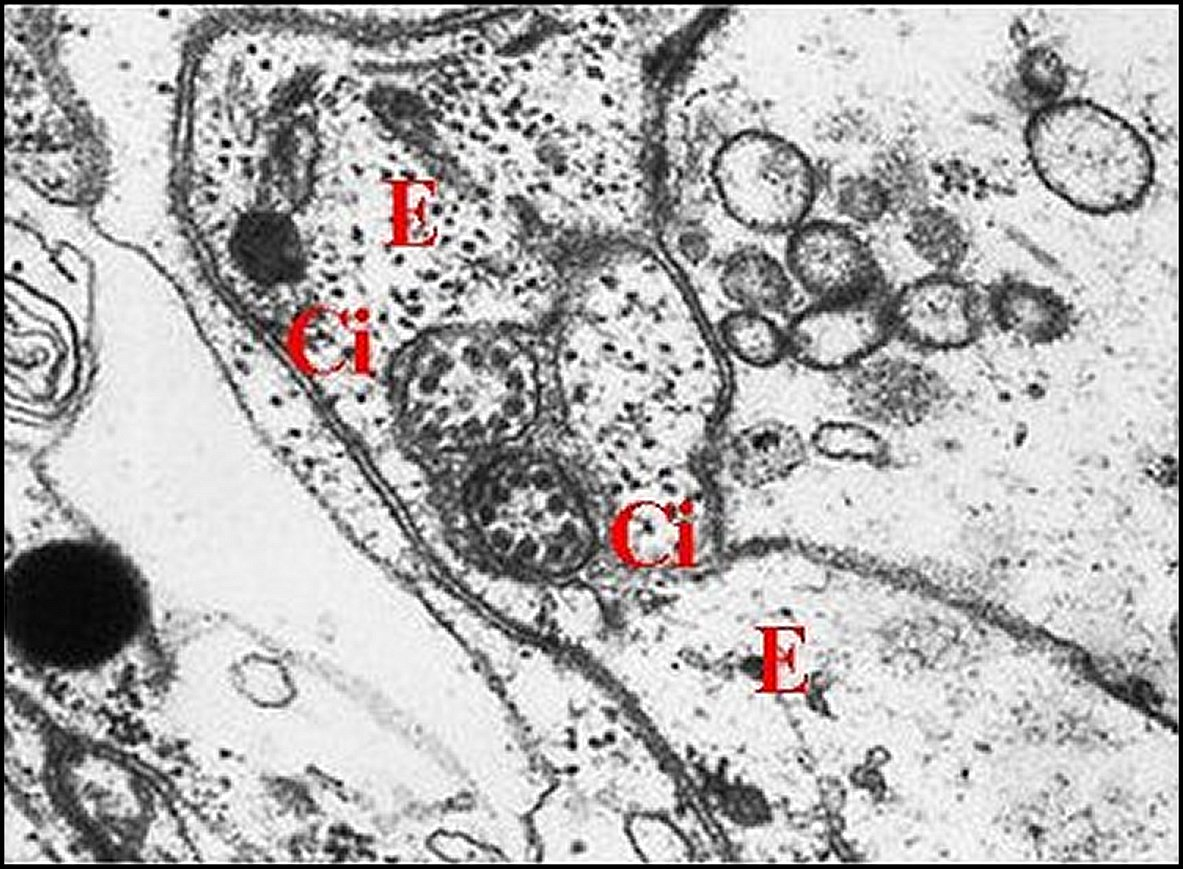
Fig. 11- Argyrodes argyrodes : région ciliaire des deux dendrites avec leurs doublets de microtubules, en coupe transversale.Ci, régions ciliaires avec leurs 9 doublets en couronne ; E, cellules-enveloppes

Uroctea, ces glandes sont au nombre d’une paire et siègent sur les parties ventro-latérales du pédicule., Il semble y en avoir 7 chez Meta bourneti et Meta menardi : une médio-ventrale située dans la partie toute antérieure du pédicelle, presqu’ entre 

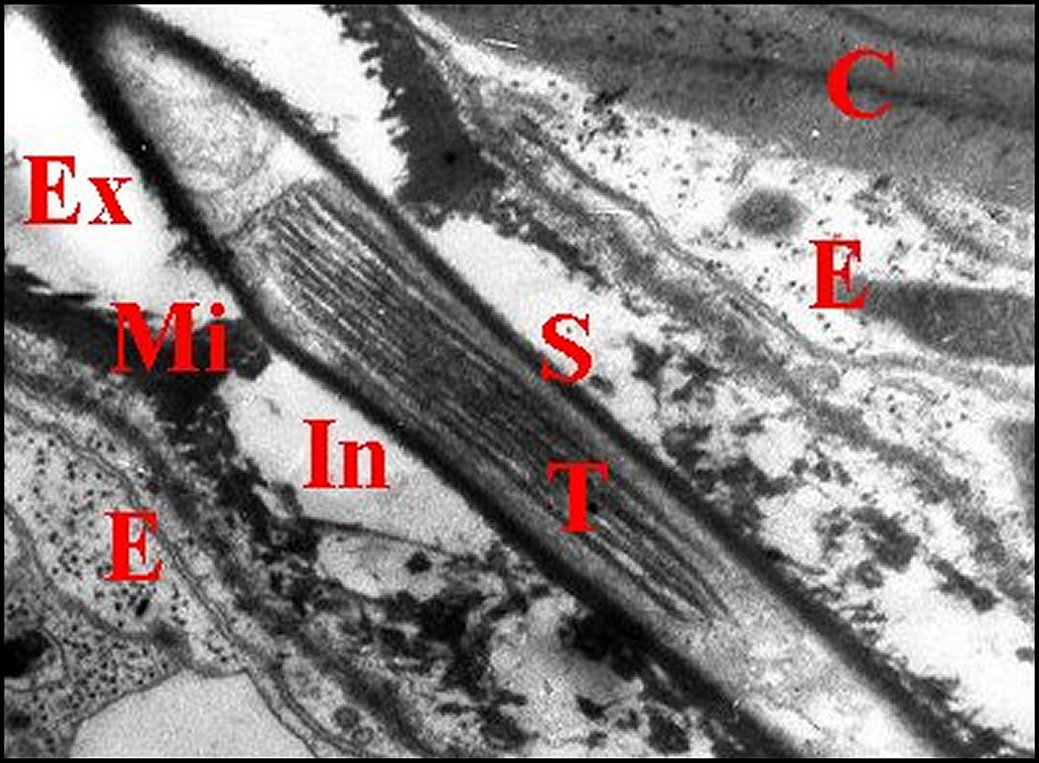
Fig.12 - Argyrodes argyrodes - Corps tubulaire en coupe longitudinale avec ses microtubules et ses enveloppes. C, endocuticule ; E, cellules-enveloppes ; Ex, compartiment externe ; In, compartiment interne ; Mi, membrane interne endocuticulaire ; S, scolopale ; T, corps tubulaire

les coxae des P IV ; deux latéro-ventrales ; deux antéro-dorsales liées aux organes en bourrelet ; deux enfin postéro-dorsales débordant sur l’abdomen (Fig.).

#### Microscopie à balayage
Elle met en évidence des pores dispersés ou plus souvent groupés (agminés) sur le tégument pédiculaire. Ils sont d’un diamètre variable (0,8 à 2,7 µm), arrondis ou triangulaires, simples ou dédoublés, généralement dépourvus de margelle et de niveau avec la surface. Groupés, ils forment 7 « aires poreuses » ou champs de pores médio-ventral, latéro-ventraux, antéro-dorsaux et postéro-dorsaux correspondant respectivement aux glandes sus-mentionnées.
Dans le cas des Meta, les champs antéro-dorsaux sont en rapport étroit avec l’extrémité antérieure des organes en bourrelet dont les fentes s’associent avec des pores excréteurs. réunis autour de ces fissures sur de gros replis tégumentaires. (Fig.). Les autres champs restent à distance des organes en bourrelet, leurs pores s’éparpillant sur un tégument pédiculaire mamelonné ou d’aspect gaufré.

#### Histologie et ultrastructure
Chez les Meta  et Uroctea, les organes glandulaires correspondent parfaitement aux champs de pores qui sont donc bien leurs orifices excréteurs. Ils ont un aspect uniforme en microscopie photonique, quel que soit le champ considéré.Chacun d’eux est recouvert par une cuticule peu épaisse (8µm), très sinueuse et plissée. Il se compose des cellules sécrétrices ou adénocytes, de cellules « satellites » et de canalicules excréteurs aboutissant aux pores (Fig.7, 12). Ces éléments doivent être réunis en unités fonctionnelles, juxtaposées et moins visibles ici que dans les glandules isolées (Argyrodes) où elles sont en revanche bien individualisées.
Les adénocytes sont de grande taille (jusqu’à 70 µm), étroits, allongés, pyramidaux et présentent un « réservoir » acidophile également allongé (10 à 20 µm) (Fig.10,12). Ce « réservoir » correspond à une invagination apicale de la cavité extracellulaire. Elle est bordée par des microvillosités convergeant vers un canalicule récepteur axial (appareil terminal) dont la paroi fenestrée présente un aspect de « crible » spongieux. Le noyau est central, vésiculeux (10 µm) et renferme une chromatine dispersée. Le cytoplasme paraît très découpé dans sa partie basale, probablement par des replis profonds du plasmalemme. Il renferme des sacs et vésicules de réticulum endoplasmique en partie granulaire, des grains de sécrétion et des mitochondries allongées (Fig). 
Les cellules satellites ou canalaires s’intercalent entre les adénocytes et paraissent plus nombreuses sous la cuticule (Fig. 10 à 12). Individualisée par un petit noyau anguleux, dense et « tigré » pourvu d’une chromatine en gros blocs, chacune d’elles entoure vraisemblablement un canalicule excréteur simple faisant suite au récepteur et l’enveloppe jusqu’à la cuticule qu’il traverse ensuite pour s’ouvrir à son pore.

## Fonctions
Le pédicelle est une zone d'articulation entre l'opisthosome qui a une cuticule mince et souple et le prosome sclérifié. L'araignée peut ainsi fabriquer ses fils dans des directions privilégiées sans avoir besoin d'orienter le prosome peu flexible.
Il est également un lieu de passage et de transit pour le tube digestif, les trachées, l'appareil circulatoire et le système nerveux.
Il joue enfin un rôle sensoriel très important et, par ses glandes, sécréteur plus accessoire.

### Organes sensoriels

#### Interprétation anatomique
Les organes sus-pédiculaires en bourrelet sont indiscutablement de nature nerveuse tout comme les unités d’« archet » dans le complexe supra-pédiculaire d'Argyrodes car ils comportent deux neurones bipolaires caractéristiques. entourés par leurs cellules enveloppes (Schéma). Les dendrites de ces neurones présentent tous deux une région ciliaire (Fig.11), ainsi nommée car elle a la structure d’un cil, dépourvu toutefois des bras de dynéine, donc immobile. Le corps tubulaire (fig.12), décrit pour la première fois par Thurm (1964) chez l’Abeille domestique, a des granules denses moins nets que ceux des poils tactiles d’Araignées (Barth, 1971) et du complexe supra-pédiculaire des Argyrodes (appareil dit "stridulatoire").
 De plus, les fentes de leur partie cuticulaire se présentent comme d’authentiques lyrifissures. On sait que ces dernières, appelées aussi "organes en fente", ne se rencontrent que dans la classe des Arachnides et en sont caractéristiques. Elles sont isolées, groupées ou composées et portent alors, dans ce dernier cas, le nom d’organe lyriforme, leur ensemble et leur pourtour évoquant les cordes et le cadre d’une lyre ou d’une harpe.Les lyrifissures isolées étaient essentiellement signalées sur le corps des Araignées (prosoma et opisthosoma, pédicule compris). En revanche, les organes lyriformes n’avaient été décrits que sur les seuls appendices, près de leurs articulations, et mal interprétés au niveau du pédicule (Barth & Libera, 1970 : préparations éclaircies chez une seule espèce), jusqu’à ce que l’histologie et la microscopie électronique aient montré que ce dernier en est aussi pourvu régulièrement. 
Bien qu’ils aient une forme inhabituelle et assez singulière au M.E.B., leur aspect histologique est celui des autres organes lyriformes tels que Kaston les a décrits (1935 : « slit sense organs ») (Schéma) dans les pattes d’Araignées, à cette réserve près que chaque unité, ou organe en fente élémentaire possède deux neurones,et non un seul, comme il l’affirmait. De plus, il a été retrouvé au M.E.T. tous les caractères ultrastructuraux mis en évidence et schématisés par Barth (1971) (Schéma). Les organes sus-pédiculaires en bourrelet sont donc bien des organes lyriformes.Ils font partie des sensilles mécanoréceptrices, organes spécialisés dans la perception des stimuli externes qui s’exercent sur la cuticule tégumentaire chitineuse, véritable « exosquelette ».
Dans le cadre général de sensilles mécanoréceptrices, les organes lyriformes se rattachent plus spécialement aux mécanorécepteurs cuticulaires de Mac Iver (1975), . formations associant de même une composante chitineuse ou cuticulaire, des cellules sensorielles ou neurones et des cellules enveloppes. Leurs dendrites neuronaux renferment toujours un corps tubulaire, structure éminemment caractéristique des sensilles d’Arthropodes décrite pour la presensilless par Thurm (1964) chez l’Abeille domestique. La composante cuticulaire peut être un poil ou ses dérivés(sensilles à poil des Araignées, Crustacés et Insectes), un dôme chitineux (sensilles campaniformes des Insectes) et, dans le cas présent, une fente ou lyrifissure. Ils semblent en fait se rapprocher surtout des sensilles campaniformes, leurs homologues chez les Insectes (Pringle, 1955), dont le neurone est cependant toujours unique (MacIver, 1975) (Schéma) alors que l’innervation est multiple , au moins double, chez tous les Arachnides (Araignées, Scorpions, Acariens…). Les organes lyriformes pédiculaires entrent donc dans le même cadre que les unités d’ "archet" du complexe supra-pédiculaire ("appareil stridulatoire") d' Argyrodes et les sensilles gonoporales de l'appareil épigastrique.

#### Interprétation fonctionnelle
Les organes lyriformes sont des mécanorécepteurs, structures sensorielles spécialisées percevant une déformation mécanique du corps , soit par des forces internes qu’engendre l’activité musculaire, soit par des stimuli externes comme les contacts, les vibrations qui s’exercent sur la cuticule tégumentaire chitineuse, un véritable « exosquelette », soit enfin et surtout, dans leur cas particulier, par la pesanteur.

Comparables à des « jauges de contrainte » biologiques (Barth,1981) dont le « design » multiunitaire accroit la sensibilité, les organes lyriformes du pédicule détecteraient dans ce dernier tout stimulus comprimant les fentes perpendiculairement à leur axe comme dans les appendices (Barth, 1972). Le stimulus modifierait l’ incurvation de la membrane externe (épicuticulaire) et exercerait une poussée ou une traction sur le dendrite sous-jacent, sa membrane et la gaine scolopale. Le corps tubulaire serait ainsi excité, soit par compression au travers de la membrane dendritique (Thurm, 1964), soit par étirement de cette dernière sur le faisceau de microtubules (Rice & al.,1973), ce qui entrainerait une ouverture de ses canaux ioniques et la dépolarisation (signal électrique).

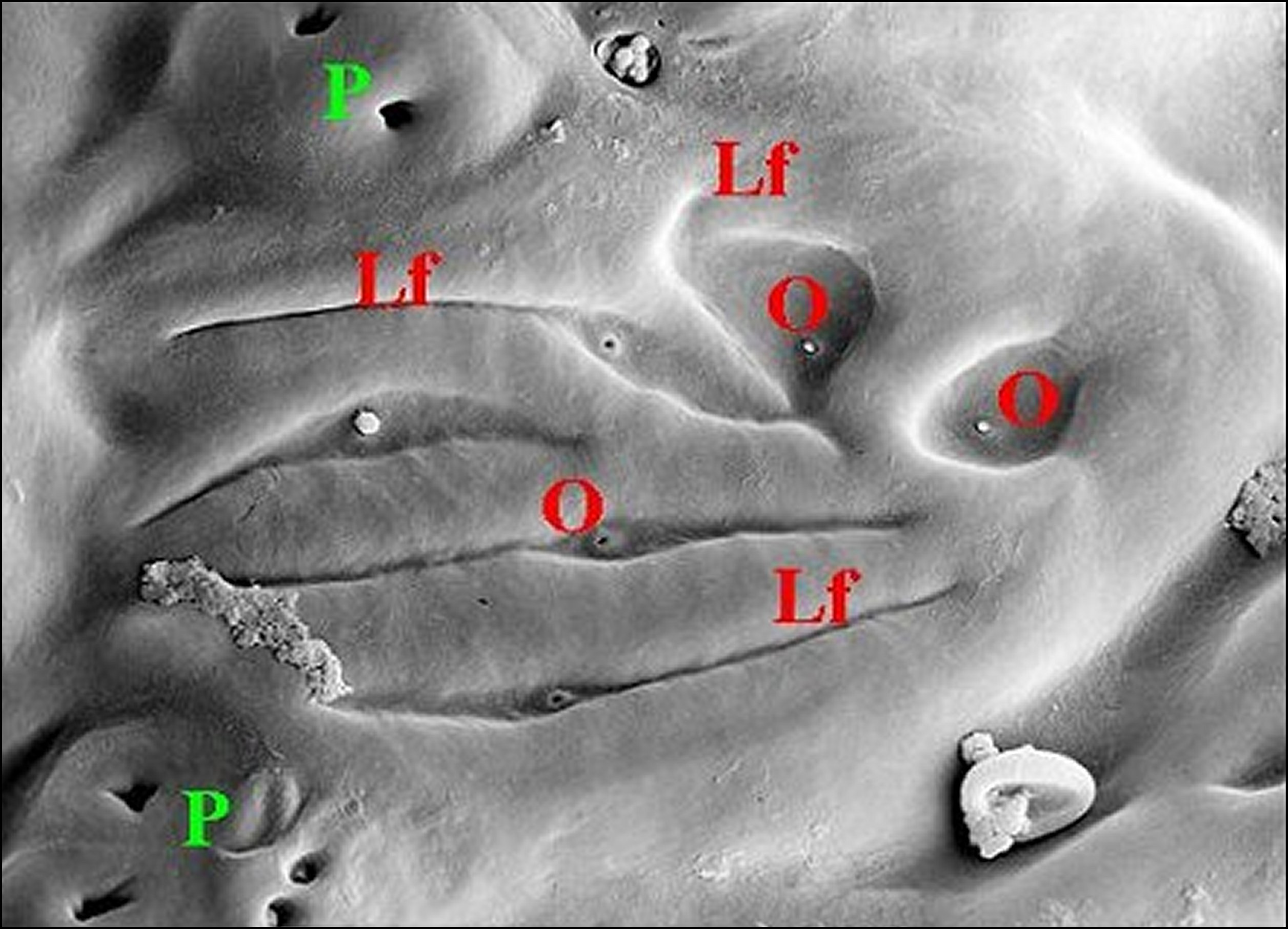
Fig.14 - Meta bourneti, pédicule : autres champs de pores et détails des lyrifissures d'un organe en bourrelet. Lf, lyrifissures ; O, ombilics ; P, champs de pores

L’axe des lyrifissures étant à peu près transversal par rapport au pédicule, on peut concevoir que les stimuli mécaniques proviennent de l’abdomen et (ou) du prosoma lorsque ces deux tagmes se déplacent l’un vers l’autre en télescopant le grand axe pédicellaire. Il est possible aussi que l’abdomen comprime les fentes par son surplomb antérieur lors de distorsions latérales et surtout, que la pesanteur sollicite les deux organes lyriformes. Ces derniers joueraient alors un rôle de récepteurs de gravité, maintenant par voie réflexe l’ Araignée dans sa position habituelle dont on sait qu’elle peut orienter sa face ventrale vers le bas ou, très curieusement, vers le haut. Une association est peut-être effective chez les Argyrodes avec le complexe supra-pédiculaire ("appareil stridulatoire"). 

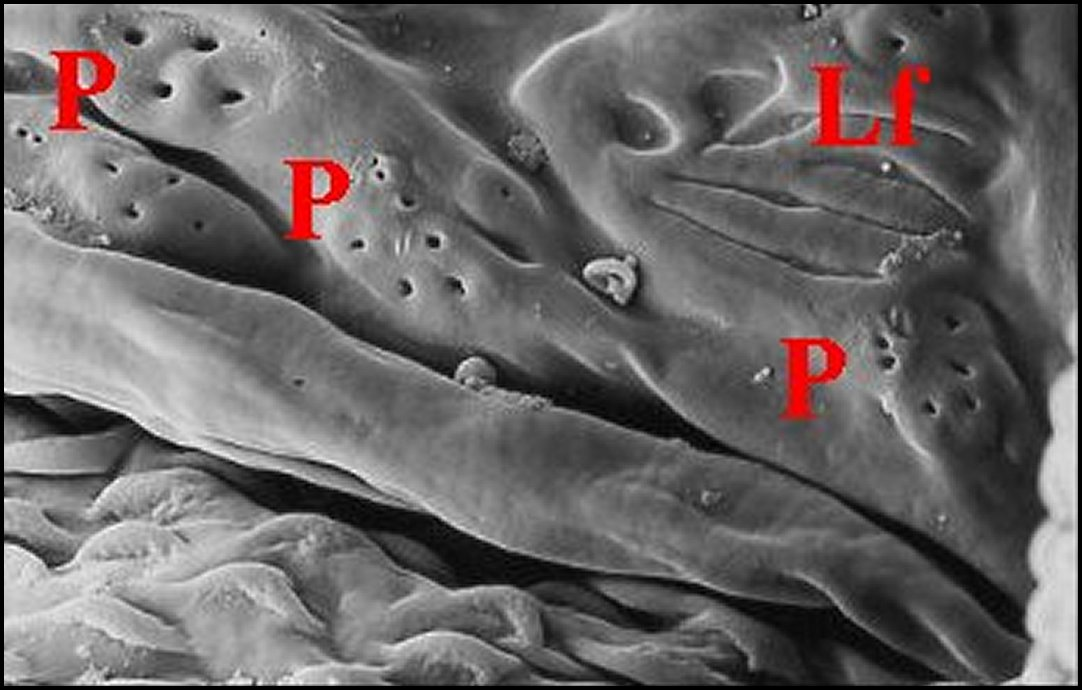
Fig.13 - Meta bourneti : organe en bourrelet sur le pédicule avec ses lyrifissures et champs de pores glandulaires. Lf, lyrifissures ; P, champs de pores

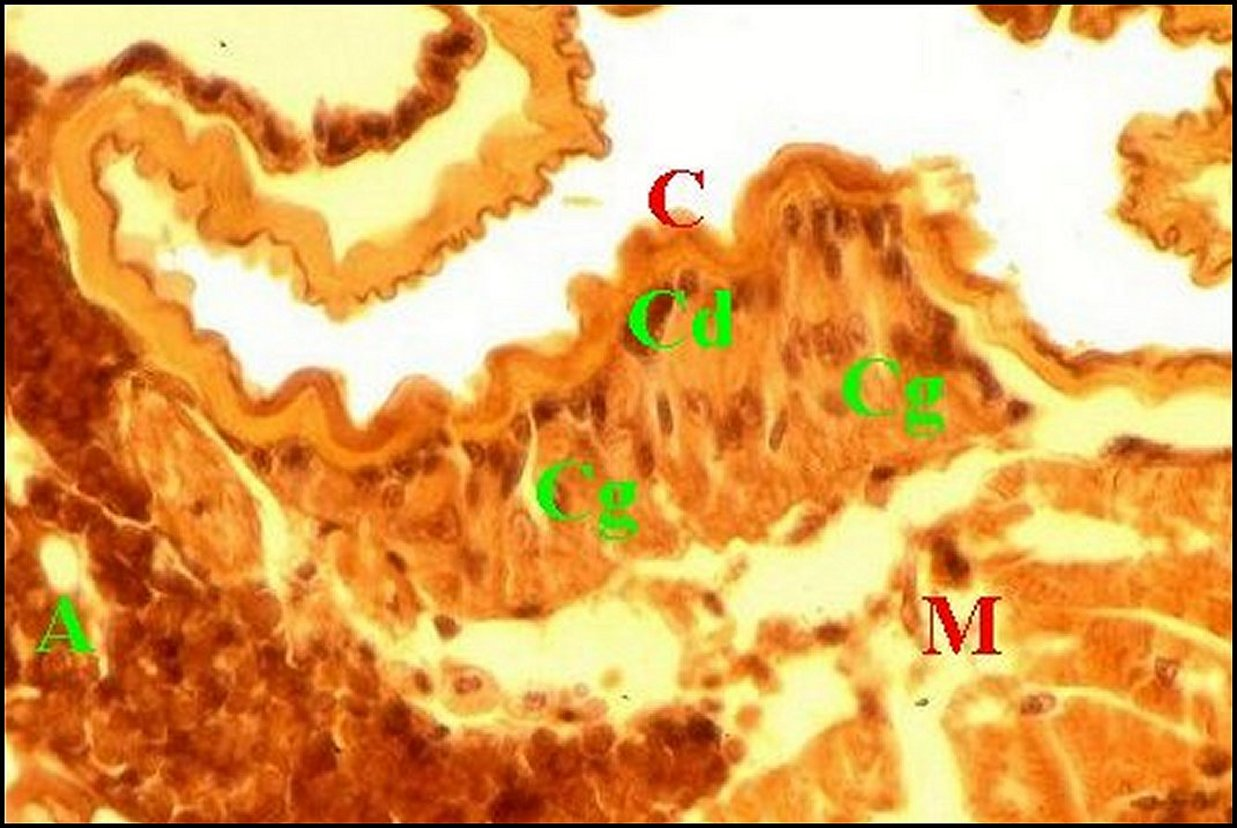
Fig. 15 - Meta bourneti : glande postéro-dorsale du pédicule. A, abdomen ; C, cuticule; Cd, cellules satellites (canalaires) ; Cg, cellules glandulaires (adénocytes) ; M, muscle.

Les glandes doivent élaborer une sécrétion continue ou intermittente pouvant soit lubrifier le pédicule lorsqu’il entre en contact dans ses déplacements avec le prosoma et (ou) l’abdomen, soit être de nature phéromonale. Dans ce dernier cas, l’existence de glandes chez tous les exemplaires de Meta (mâles, femelles, immatures) et peut être aussi d’Uroctea, ne serait pas en faveur d’un rôle d’attraction sexuelle mais plutôt de reconnaissance intraspécifique comme dans les [null organes segmentaires].
Nous n’avons par ailleurs aucune preuve de la synergie des glandes et des organes lyriformes alors qu’une association anatomo-fonctionnelle de sensilles et de structures glandulaires semble plus vraisemblable dans le cas de l’appareil épigastrique. 

### Glandes pédiculaires

#### Interprétation anatomique
Les glandes pédiculaires se rattachent toutes à la classe 3 décrite par Noirot et Quennedey (1974,1991) dans leur étude sur les Insectes. Qu’elle soit isolée ou fasse partie d’un organe anatomiquement défini, chaque unité fonctionnelle est un ensemble cohérent d’au moins deux cellules, glandulaire et du canal, réunies en « organule » formant peut-être un groupe isogénique clonal et donc nées d’une seule cellule-souche épidermique (Noirot & Quennedey, 1991). Ce dernier débute dans la cavité extracellulaire de l’adénocyte par une portion réceptrice et y fait partie de l’ appareil terminal, dispositif rencontré dans toutes les autres glandes tégumentaires d’Araignées.

#### Interprétation fonctionnelle
Les glandes doivent élaborer une sécrétion continue ou intermittente pouvant soit lubrifier le pédicule lorsqu’il entre en contact dans ses déplacements avec le prosoma et (ou) l’abdomen, soit être de nature phéromonale. Dans ce dernier cas, l’existence de glandes chez tous les exemplaires de Meta (mâles, femelles, immatures) et peut être aussi d’Uroctea, ne serait pas en faveur d’un rôle d’attraction sexuelle mais plutôt de reconnaissance intraspécifique comme dans les organes segmentaires.Il n'existe par ailleurs aucune preuve de la synergie des glandes et des organes lyriformes alors qu’une association anatomo-fonctionnelle de sensilles et organes glandulaires semble plus vraisemblable dans le cas de l'appareil épigastrique.

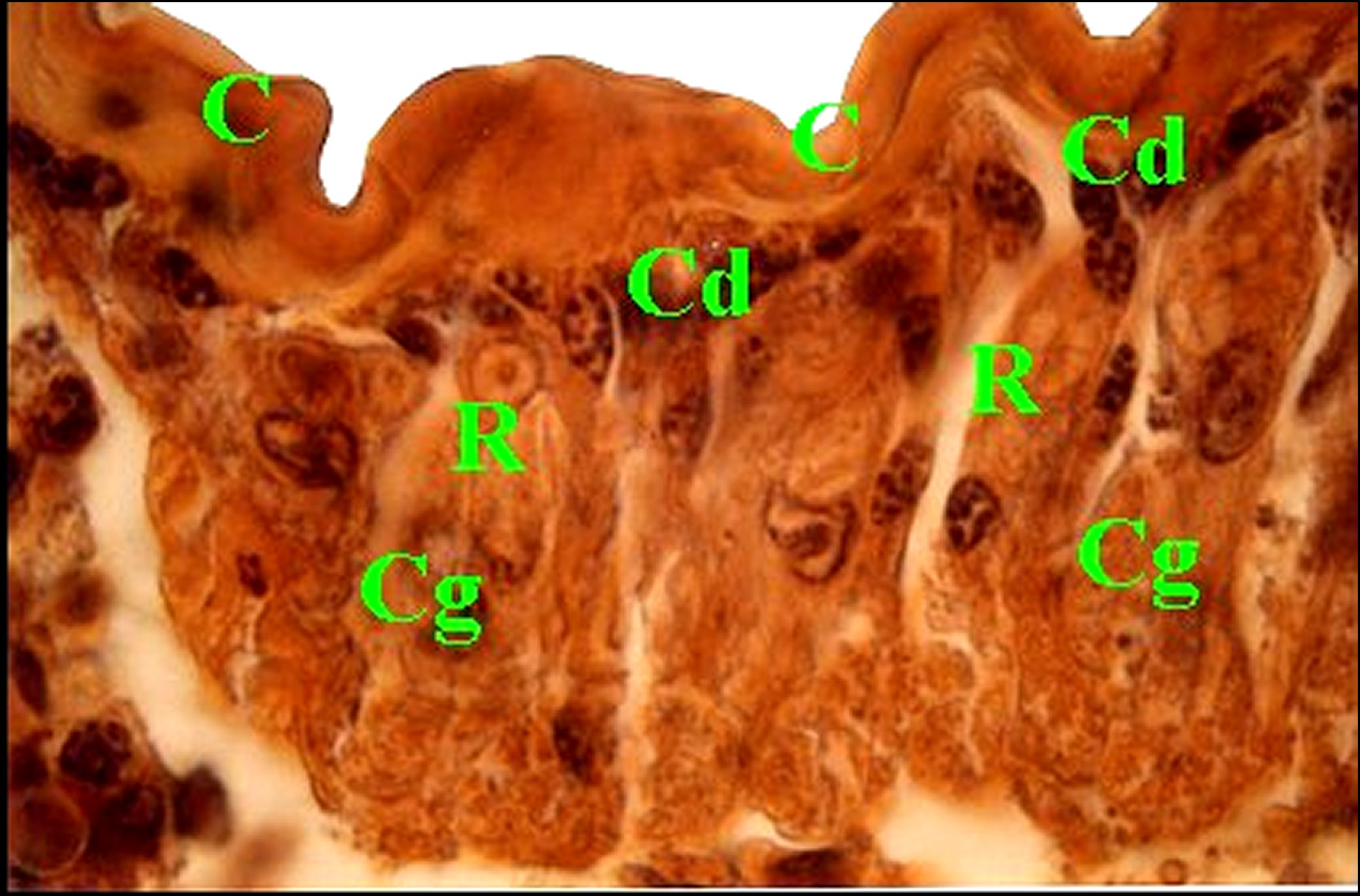
Fig.16 - Meta bourneti : détails de la glande antéro-dorsale du pédicule. C, cuticule ; Cd, cellules satellites (canalaires) ; Cg, cellules glandulaires (adénocytes) ; R, leurs "réservoirs".

## Considérations ontogéniques
Au point de vue ontogénique, la présence dans le pédicule d’organes lyriformes et de glandes semble pouvoir accréditer l’hypothèse de sa nature segmentaire. On le considère en effet comme un véritable somite (Savory, 1928) que la plagula et le lorum chitineux renforcent et individualisent. Ce premier segment opisthosomal (Millot, 1968), somite prégénital ou VIIe somite des Arachnides (Savory, 1977) aurait une existence temporaire, ne persistant que chez les Araignées et les Ricinuléides. Les glandes pédicellaires rappellent trop les organes segmentaires des bases d’appendices prosomatiques pour ne pas être considérées comme une preuve assez convaincante. Quant aux organes lyriformes, typiques des articles, ils pourraient bien traduire l’incorporation d’appendices éphémères apparus lors du développement dans le somite pédiculaire.

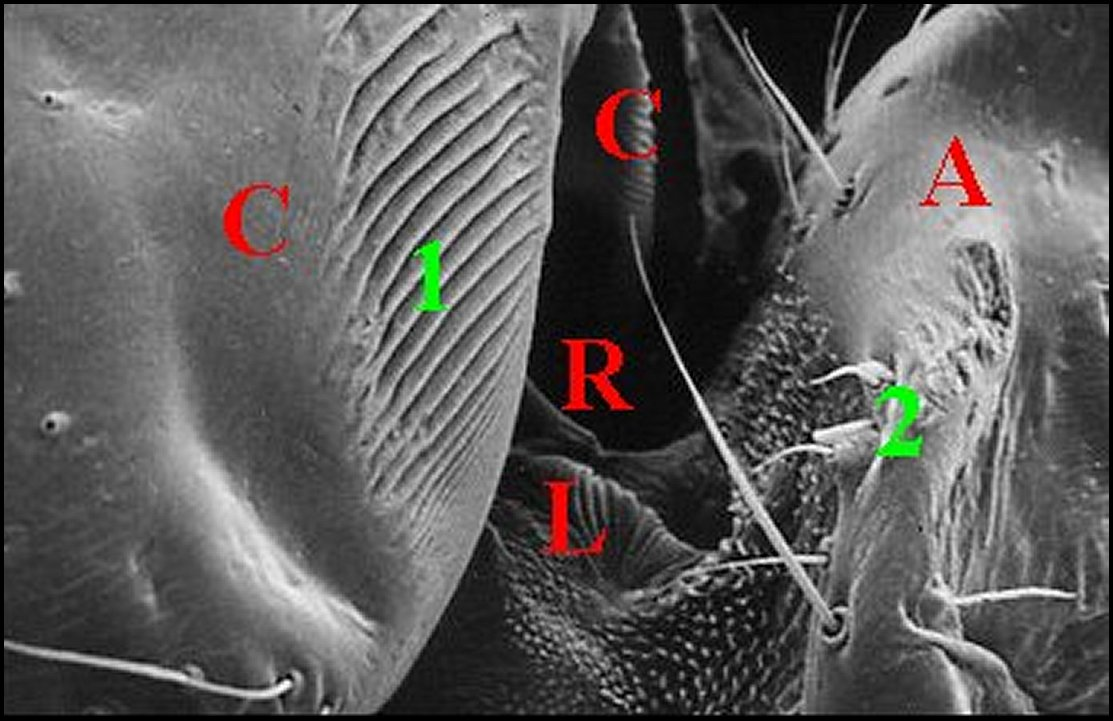
Fig.17 - Argyrodes dracus : pédicule et complexe supra-pédiculaire, vue latérale gauche.C, céphalothorax avec la lyre (1) ; A, abdomen avec l'archet (2) ; L, organe en bourrelet ; R, lorum